# Năzdrăvanii din pădure (franciză)
Năzdrăvanii din pădure (engleză Open Season) este o franciză media de animație creată de Steve Moore, John B. Carls, Jill Culton și Anthony Stacchi și produsă de Sony Pictures Animation. Este alcătuită din patru filme, un scurtmetraj, un serial TV și un joc video.

## Filme
| Film                                          | Premiera           | Regia                                 | Scenariul                                      | Povestea                                                                                         | Producător(i)                        |
| --------------------------------------------- | ------------------ | ------------------------------------- | ---------------------------------------------- | ------------------------------------------------------------------------------------------------ | ------------------------------------ |
| Năzdrăvanii din pădure                        | 29 septembrie 2006 | Roger Allers și Jill Culton           | Steve Bencich & Ron J. Friedman și Nat Mauldin | Poveste de ecran: Jill Culton și Anthony Stacchi Poveste originală: Steve Moore și John B. Carls | Michelle Murdocca                    |
| Năzdrăvanii din pădure 2                      | 27 ianuarie 2009   | Matthew O'Callaghan și Todd Wilderman | David I. Stern                                 | David I. Stern                                                                                   | Kirk Bodyfelt și Matthew O'Callaghan |
| Năzdrăvanii din pădure 3                      | 25 ianuarie 2011   | Cody Cameron                          | David I. Stern                                 | David I. Stern                                                                                   | Kirk Bodyfelt                        |
| Năzdrăvanii din pădure. Speriosul sperioșilor | 8 martie 2016      | David Feiss                           | Carlos Kotkin                                  | Steve Barr, David Feiss, Stephan Franck, Paul McEvoy, John Norton și Kris Pearn                  | John Bush                            |

## Scurtmetraj
| Film                               | Premiera         | Regia       | Povestea                      | Producător(i)     |
| ---------------------------------- | ---------------- | ----------- | ----------------------------- | ----------------- |
| Boog and Elliot's Midnight Bun Run | 30 ianuarie 2007 | Jill Culton | Jill Culton și Anthony Stacci | Michelle Murdocca |

## Serial TV
| Serial                                   | Sezoane | Episoade | Premiera         | Finalul     | Canal          |
| ---------------------------------------- | ------- | -------- | ---------------- | ----------- | -------------- |
| Năzdrăvanii din pădure: Chemarea naturii | 1       | 52       | 3 noiembrie 2023 | 31 mai 2024 | Family Channel |

## Jocuri video
| Joc                    | Data lansării      | Dezvoltator                        | Editor  | Platforme |
| ---------------------- | ------------------ | ---------------------------------- | ------- | --- |
| Năzdrăvanii din pădure | 18 septembrie 2006 | Ubisoft Montreal și Ubisoft Quebec | Ubisoft | Game Boy Advance, GameCube, Nintendo DS, PlayStation 2, PlayStation Portable, Wii, Microsoft Windows, Xbox și Xbox 360 |